# Orobanche amoena
Orobanche amoena là loài thực vật có hoa thuộc họ Cỏ chổi. Loài này được C.A. Mey. mô tả khoa học đầu tiên năm 1830.